# هاينسبرغ
هاينزبرغ (بالألمانية: Heinsberg) هي بلدة ألمانية تقع في ألمانيا في هاينسبرغ. يقدر عدد سكانها بـ 41,686 نسمة ..

## أعلام
- بيترو أوغستين
- بيورن كراوس
- كارل جوزيف بيغاس